# TuS Fortuna Kottenheim
TuS Fortuna Kottenheim is een Duitse sportclub uit Kottenheim, Rijnland-Palts. De club is actief in turnen, tafeltennis, tennis en voetbal.

## Geschiedenis
In 1896 werd geprobeerd om een turnvereniging op te richten in Kottenheim, echter mislukten deze poging. Een jaar later werd een tweede poging ondernomen en deze keer lukte het om de TV Kottenheim op te richten.
Op 1 juli 1913 werd de voetbalclub FC Fortuna Kottenheim. In 1920 sloot de club zich bij de West-Duitse voetbalbond aan. Tien jaar later vierde club een eerste succes door te promoveren naar de hoogste klasse van de Middenrijncompetitie. Fortuna eindigde op de laatste plaats, maar degradeerde niet en in het tweede seizoen werd al de vierde plaats behaald. Het volgende seizoen deed de club het nog beter door zowaar kampioen te worden. Hierdoor plaatste de club zich voor de West-Duitse eindronde en werd daar meteen uitgeschakeld na een 5:1 pandoering van 1.SV Borussia 04 Fulda.
Na dit seizoen kwam de NSDAP aan de macht in Duitsland. De acht competities van de West-Duitse bond werden ontbonden en er werden drie nieuwe Gauliga's ingevoerd. Fortuna mocht aantreden in de Gauliga Mittelrhein, maar botste daar op niet minder dan zes grote clubs uit Keulen en werd voorlaatste. In 1935 werd de club in een groep met onder andere VfR 04 Köln en SV Rhenania Köln kampioen. In de eindronde om promotie liet de club het echter afweten.
In 1938 fuseerde de club met TV Kottenheim en werd zo TuS Fortuna Kottenheim. Na de oorlog verzeilde de club in lagere reeksen. In 1956 promoveerde de club nog naar de 2. Amateurliga (vierde klasse) en speelde daar twee seizoenen.

## Erelijst
Kampioen Middenrijn
1933